# Tondibiah (Militärlager)
Tondibiah (auch Tondibia) ist ein Militärlager beim gleichnamigen Dorf Tondibiah in der Stadt Niamey in Niger. Es ist Sitz eines Ausbildungszentrums der Streitkräfte Nigers.
Das Lager wurde in der damaligen französischen Kolonie Niger durch eine Verordnung des Generalgouverneurs von Französisch-Westafrika Léon Cayla vom 25. November 1939 gegründet, die am 1. Januar 1940 in Kraft trat. Die Verordnung bestimmte Tondibiah als Sitz des lokalen Komités für Leibeserziehung und militärische Vorbereitung von West-Niger. Zugleich wurde ein derartiges Komité für Ost-Niger in Mirriah eingerichtet. Beide Ausbildungszentren richteten sich an Jugendliche, die mangels wirtschaftlicher Perspektiven für eine Laufbahn in den französischen Streitkräften gewonnen werden sollten.
Die nigrischen Streitkräfte übernahmen Tondibiah als ihr Ausbildungszentrum nach der Unabhängigkeit des Landes von Frankreich im Jahr 1960. Das Zentrum in Mirriah wurde kurz nach der Unabhängigkeit aus finanziellen Gründen geschlossen. 1985 wurde in Agadez erneut ein zweites Ausbildungszentrum geschaffen, das 2003 in eine Militärschule speziell für Unteroffiziere umgewandelt wurde.

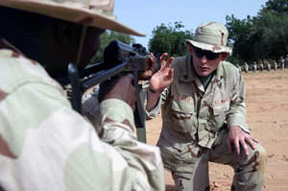
Training nigrischer Soldaten durch einen US-amerikanischen Sergeant in Tondibiah (2004)

Der erste aus Niger stammende Kommandant von Tondibiah war Garba Karimou. Weitere bekannte Kommandanten des Ausbildungszentrums von Tondibiah waren (Amtszeit in Klammern):
- Mamadou Tandja (1965–1967)
- Amadou Seyni Maïga (1970–1973)[3]
- Ali Saïbou (1972–1974)
- Nouhou Bako (1974)[4]
- Soumana Zanguina (1988, interimsmäßig)[5]
- Abdou Kaza (1988–1989)[6]
- Mamane Souley (1995)
- Adamou Garba (2002)[5]

Tondibiah liegt am westlichen Stadtrand von Niamey zwischen der Nationalstraße 1 und dem Fluss Niger. Es gehört zum Arrondissement Niamey I.